# 米德韋 (科羅拉多州)
米德韋（英語：Midway）是位於美國科羅拉多州艾爾帕索縣的一個非建制地區。該地的面積和人口皆未知。

## 地理
米德韋的座標為38°50′33″N 104°58′26″W / 38.84250°N 104.97389°W，而該地的平均海拔高度為3687米（即12095英尺）。